# 埃尔德里奇街犹太会堂

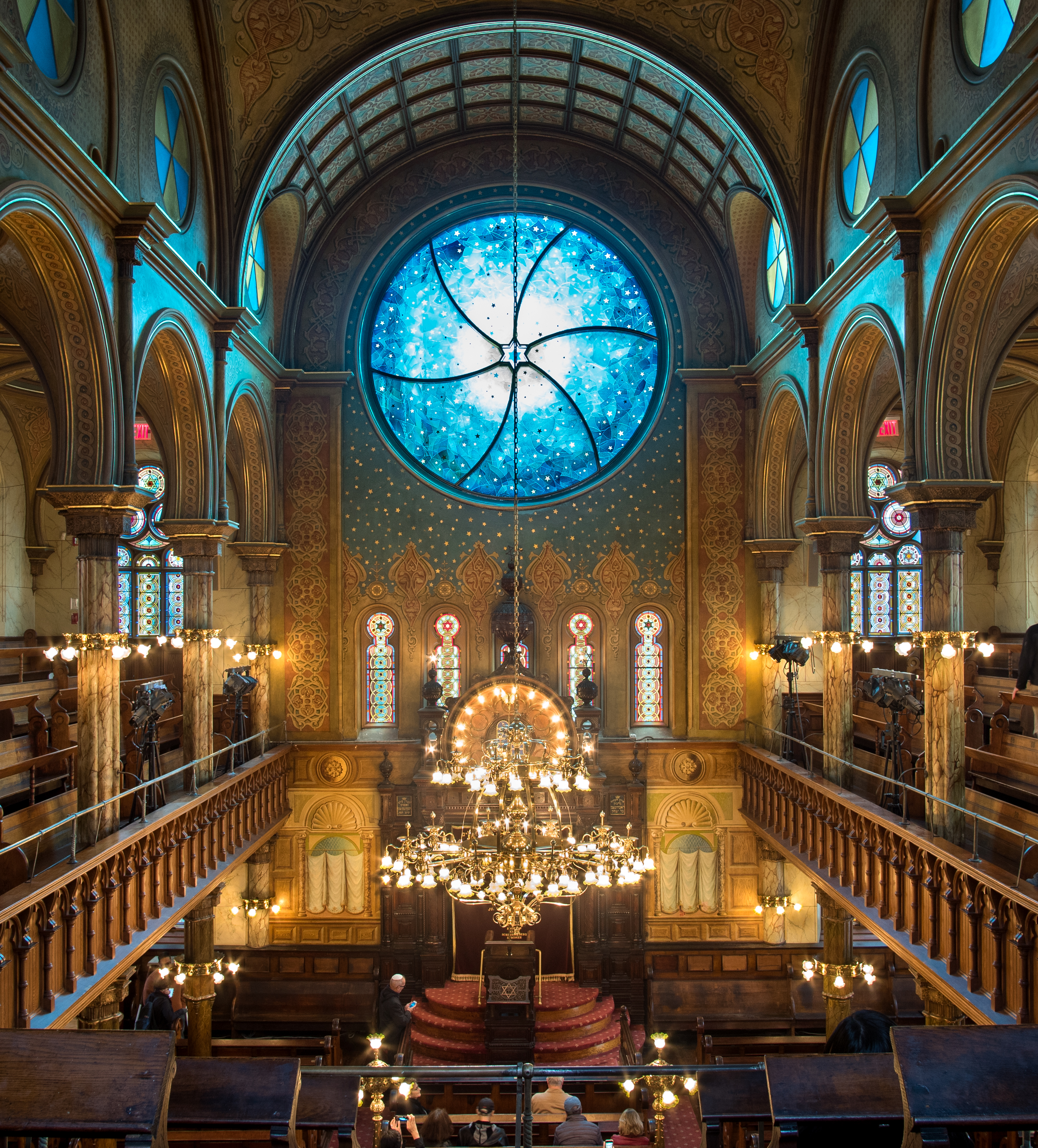
教堂内部

埃尔德里奇街犹太会堂（Eldridge Street Synagogue）位于纽约市曼哈顿下东城的埃尔德里奇街12号，兴建于1887年，是美国第一座由东欧犹太人兴建的犹太会堂。其中一位创建者，是来自俄国圣彼得堡的拉比。会堂为摩尔复兴风格，拥有豪华的玫瑰花窗。它被列为美國國家歷史地標。